# Martin Huxley

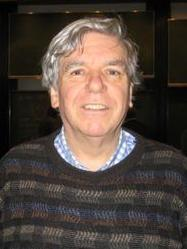
Martin Huxley, 2008

Martin Neil Huxley (* 1944 in Worksop) ist ein britischer Mathematiker, der sich mit analytischer Zahlentheorie befasst.
Huxley wurde 1970 bei Harold Davenport (der während dieser Zeit 1969 starb) an der Universität Cambridge promoviert (A large sieve inequality for algebraic number fields). Er ist Professor für Mathematik an der University of Cardiff.
1972 bewies er einen Satz über die Abstände aufeinanderfolgender Primzahlen, der ein Ergebnis von Guido Hoheisel verschärfte: sei {\displaystyle p_{n}} die n-te Primzahl und {\displaystyle \theta >7/12}, dann ist
{\displaystyle p_{n+1}-p_{n}<p_{n}^{\theta },}
für genügend große n. Auch in der Abschätzung des Abstands aufeinanderfolgender Primzahlen {\displaystyle p_{n}} nach Paul Erdős (siehe Primzahlzwilling) erzielte er Fortschritte und konnte 1977 die obere Schranke für:
{\displaystyle \Delta =\liminf _{n\rightarrow \infty }{\frac {p_{n+1}-p_{n}}{\log(p_{n})}}}
auf 0,44 drücken (unter Verwendung der Methoden von Erdős, Hardy/Littlewood und Bombieri/Davenport).
Von ihm stammen auch Fortschritte bezüglich der Lindelöfschen Vermutung für die Riemannsche Zetafunktion.

## Schriften
- The distribution of prime numbers: large sieves and zero-density theorems, Oxford, Clarendon Press 1972
- Area, lattice points, and exponential sums, Oxford University Press 1996
- Herausgeber mit G. R. H. Greaves, G. Harman: Sieve methods, exponential sums, and their applications in number theory : proceedings of a symposium held on Cardiff, July 1995, Cambridge University Press 1997
- Small differences between consecutive primes, Teil 1,2, Mathematika, Band 20, 1973, S. 229–232, Band 24, 1977, S. 142–152
- Large gaps between prime numbers, Acta Arithmetica, Band 38, 1980, 63–68
- Large values of Dirichlet polynomials, Teil 1–3, Acta Arithmetica, Band 24, 1973, 329–346, Band 27, 1975, 159–169, Band 26, 1975, 435–444